# 心変りがしたくて
「心変りがしたくて」（Can I Change My Mind）は、タイロン・デイヴィスが1968年に発表した楽曲。

## 概要
ミシシッピ州グリーンビル出身のタイロン・D・フェットソンは1960年代半ば頃から「タイロン・ザ・ワンダー・ボーイ」の名でレコードを出していた。1967年に「ダカール・レコード」を立ち上げたばかりのレコード・プロデューサーのカール・デイヴィスと出会い、デイヴィスと契約。一説にはカール・デイヴィスの勧めにより、再デビューに当たり、姓を同じ「デイヴィス」に変えたと言われている。
1968年6月、タイロン・デイヴィスは「女は愛が必要さ（A Woman Needs To Be Loved）」をA面、「心変りがしたくて（Can I Change My Mind）」をB面とするシングルを発表。ところがラジオ局はこぞって「心変りがしたくて」をかけ、人気に火が付く。シングルは11月に再発売され、ビルボード・Hot 100で5位を記録。ビルボードのR&B・チャートにおいては、1969年2月1日から2月15日にかけて3週連続で1位を記録し、ゴールドディスクを獲得した。

## カバー・バージョン
- エディ・フロイド - 1969年のアルバム『You've Got to Have Eddie』に収録。
- ロリータ・ハラウェイ - 1973年のアルバム『Loleatta』に収録。
- ロイ・ブキャナン - 1975年のライブ・アルバム『Live Stock』に収録[6]。
- キャンディ・ステイトン - 2018年のアルバム『Unstoppable』に収録。